# Thormora versicolor
Thormora versicolor är en ringmaskart som först beskrevs av Ehlers 1901.  Thormora versicolor ingår i släktet Thormora och familjen Polynoidae. Inga underarter finns listade i Catalogue of Life.